# Joan Salvador Beltran i Cavaller
Joan Salvador Beltran i Cavaller   (Tortosa, 28 de maig de 1933 - 23 d'octubre de 2020) va ser un escriptor, professor i coordinador de cursos de llengua catalana i de reciclatge a les Terres de l'Ebre. Des de 2016 va ser membre corresponent de la Secció Filològica de l'Institut d'Estudis Catalans, any en què també va rebre la Creu de Sant Jordi de la Generalitat de Catalunya.
La tasca de Beltran com a lingüista ha destacat per la seva contribució a l'aprenentatge del model formal del tortosí i a estandarditzar l'occidental de la llengua catalana. Entre les seves publicacions destaca L'estàndard occidental (1986) o Vocabulari de cruïlla (2010).
L'any 2019 va rebre el Premi Carles Salvador, dels Premis Maestrat Viu, per la seva contribució a l'ensenyament de la llengua amb materials pedagògics i per aportar a la llengua catalana la riquesa dialectal del tortosí de les Terres de Cruïlla (administrativament formen part d'Aragó), del sud de Catalunya i del nord del País Valencià, entre les quals figura el Maestrat.

## Llibres publicats
- L'estàndard occidental. Una proposta sobre l'estàndard català a les terres del darrer tram de l'Ebre. Barcelona: CIRIT, 1986. 2a ed. 1988.
- Cruïlla. Curs de llengua, juntament amb Josep Panisello. Benicarló: Onada, 2002.
- Aïnes. Exercicis de llengua i claus de correcció, juntament amb Josep Panisello. Benicarló: Onada, 2002.
- Vocabulari de cruïlla. Els mots de les Terres de l'Ebre i del Maestrat en el context del català formal. Benicarló: Onada, 2010. 2 v.[6]
- Les preposicions per i per a. Recapitulem... i afegim alguna cosa més. Lleida: Pagès, 2014.[7][8][9]
- Curs superior de català 1936-1937 professat pel mestre Pompeu Fabra a la Universitat Autònoma de Barcelona, pres taquigràficament per l'alumna Anna Pi Pousa. Edició a cura de Joan S. Beltran i Cavaller. Tortosa: l'autor, 2018. 341 pp.[10]

## Premis
- Medalla de plata del Departament de Cultura de la Generalitat de Catalunya, 1992.[11]
- Premi Convit 2011 a la trajectòria de promoció de la llengua catalana entre la societat.[12][13]
- Premi honorífic "Lo Grifonet 2011", atorgat per Òmnium Cultural a les Terres de l'Ebre.[14]
- Premi d'Actuació Cívica 2011, atorgat per la Fundació Lluís Carulla.[2]
- Creu Sant Jordi, atorgat per la Generalitat de Catalunya, abril 2016.[15]
- Premi Carles Salvador 2019, atorgat per Maestrat Viu[16][17]